# Armuña de Tajuña
Armuña de Tajuña település Spanyolországban, Guadalajara tartományban. Armuña de Tajuña Aranzueque, Yebes, Horche, Romanones, Tendilla, Fuentelviejo és Renera községekkel határos. Lakosainak száma 264 fő (2024).

## Népesség
A település lakosságának változását az alábbi diagram mutatja:
| Lakosok száma | 107  | 122  | 139  | 251  | 273  | 231  | 251  | 246  | 240  | 264  |
|               | 2001 | 2004 | 2006 | 2009 | 2011 | 2014 | 2016 | 2019 | 2021 | 2024 |